# بخشي (سلطنة مغول الهند)

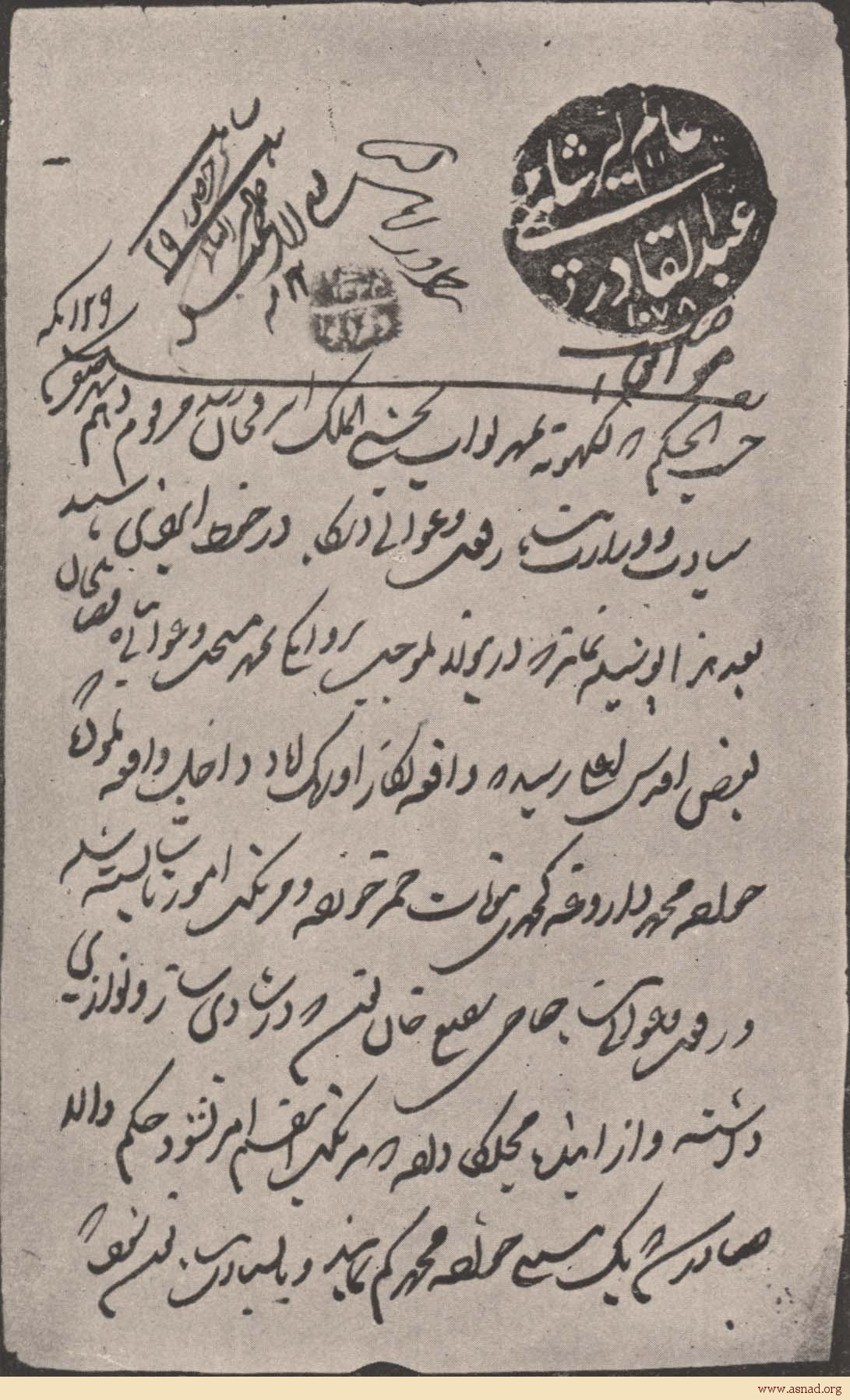
فرمان يحمل ختم مربخشي، يوثق تخفيض رتبة ضابط بسبب سوء السلوك (ق. 1686، عهد أورنجزيب)

البخشي أو المير بخشي في سلطنة مغول الهند يشير إلى عدد من المسؤولين الحكوميين الهرميين، الذين يشاركون عادة في الإدارة العسكرية والاستخبارات. أُنشئَت المكاتب في عهد السلطان المغولي أكبر. يوجد البخشيون في كل من الإدارة المركزية والإقليمية؛ وكان النوع الأكثر شهرة من البخشيين هو مير بخشي، وهو أحد وزراء السلطنة الأربعة، المسؤول بشكل عام عن إدارة نظام المنصبدار (والجيش فيه). كان المير بخشي هو ثاني أعلى مسؤول في السلطنة المغولية، بعد الوزير الإمبراطوري.

## علم أصول الكلمات
مصطلح بخشي يعني "المانح"، وهو مشتق من الفعل بخشيدان (الفارسية: بخشيدن). في رأي المؤرخ ويليام إيرفين [الإنجليزية]، يشير المصطلح إلى وظيفة البخشي في تقديم التجنيد في الجيش.

## الإدارة المركزية

### مير بخشي
كان المير بخشي هو رئيس البخشي في سلطنة المغول، وكان يعمل في الإدارة المركزية. وكان يُشار إلى هذا المنصب أيضًا باسم بخشي المماليك. وقد ترجم العلماء هذا المنصب إلى الإنجليزية باسم "المدير العام" أو "وزير الجيش". يعود تاريخ هذا المنصب إلى سلطنة دلهي على الأقل، خلال عهد بلبان في القرن الثالث عشر، والذي أنشأ مكتب ديوان أرض من أجل إقامة إدارة عسكرية منفصلة؛ وكان هذا بمثابة رادع للوزير. أنشأ السلطان المغولي أكبر منصبًا بهدف مماثل وهو وجود مسؤول عسكري منفصل، لكنه في المقابل حرص على أن هذا المسؤول لن يقود الجيش فعليًا (الذي كان مخصصًا للسلطان نفسه). وبدلًا من ذلك، أصبح المير باخشي مسؤولًا عن إدارة نظام المنصبدار، الذي شكل الجزء الأكبر من المؤسسة العسكرية. على عكس مكتب عصر السلطنة، امتد نفوذ المير باخشي إلى ما هو أبعد من الجيش، حيث كان كل نبيل في سلطنة المغول من أصحاب المقام. يحتوي كتاب عين أكبري على إشارات إلى منصب يسمى مير أرض، والذي اعتبره ويليام إيرفين النموذج الأولي المباشر لمنصب مير بخشي.
بصفته المدير العسكري الرئيس للسلطنة المغولية، كان المير باخشي واحدًا من كبار وزراء الإمبراطورية الأربعة، وثاني أعلى مسؤول في السلطنة بعد الوزير. كانت المسؤوليات الرئيسة للمير باخشي في إدارة المنصبدار؛ لتجنيدهم، والتوصية بالرتبة المناسبة لتعيينهم، وتفتيش وحداتهم العسكرية بانتظام، وتحديد أجورهم (إما نقدًا أو جاكير). كان يُقدم المرشحين للتعيين أو الترقية من المير باخشي إلى السلطان، في محكمة مفتوحة. وقد أقر ختم المير باخشي منصب المرشح الجديد. كان المير باخشي يشارك أحيانًا في الميدان كقادة.
كان المير باخشي يحتل مكانة قريبة من السلطان. وكان يقف جانب السلطان في المحكمة، ورافقوه في الحملات الملكية. وقد قدموا مسؤولي الدولة والسفراء الزائرين للسلطان. كانت إحدى الوظائف المهمة للمير باخشي هي مركزية الاستخبارات، حيث قاموا بجمع المعلومات التي أبلغ عنها الوكلاء (كتاب الأخبار، المنتشرين في كل مقاطعة) وعرضوها على السلطان. كان أمير الأمراء في سلطن مغول الهند يحمل في كثير من الأحيان لقب أمير الأمراء.
كان دور المير باخشي بمثابة ضوابط ودعم لوزير سلطن مغول الهند، والذي كان المير بخشي يعمل إلى جانبه كواحد من كبار المسؤولين في السلطنة.

### البخشي الثاني والثالث
كان المير بخشي يساعد في الإدارة المركزية البخشيين الأصغران، يُعرفان بالبخشي الثاني والثالث. قام هؤلاء المسؤولون بمهام مماثلة لمهام المير باخشي، لكنهم تعاملوا مع المنصبدار الأصغر وقوات العائلة المالكة.

## الإدارة الإقليمية والنبيلة
انعكست المناصب الإدارية للحكومة المركزية المغولية على المستوى الإقليمي. كان لكل صوبة بخشي خاص بها (وهي ممارسة أدخلها أكبر) والذي كان يقدم تقاريره إلى المير بخشي في العاصمة، بدلًا من بخشي (حاكم) المحافظة. على غرار نظرائهم في السلطنة، كان البخشي الإقليمي مكلفًا بإدارة ودفع رواتب الجيش في المقاطعة. غالبًا ما كان البخشي الإقليمي يؤدي وظيفة كاتب الأخبار في المقاطعة في نفس الوقت، ويقدم تقارير عن جميع المنصبداريين في المقاطعة، بما في ذلك كبار المسؤولين (مثل السبحدار أو الديوان). قد يواجه دور البخشي الإقليمي توترات من السبحدار أو الديوان، حيث إن أنشطة البخشي أبقت هؤلاء المسؤولين مسؤولين أمام مركز السلطنة. في الممارسة العملية، كان دور البخشي الإقليمي أحيانًا مُدمجًا مع دور السبحدار والديوان.
كان للنبلاء المهمين في السلطنة أيضًا بخشيهم الخاصين، الذين قاموا بوظائف مماثلة لتلك الموجودة على مستوى السلطنة.

## طالع أيضًا
- حكومة السلطنة المغولية [الإنجليزية]
- جيش السلطنة المغولية [الإنجليزية]
- صوبة